# Welle 1
Welle 1 est un groupe de stations de radio de Länder d'Autriche : Carinthie, Haute-Autriche, Salzbourg, Styrie.

## Histoire
Avec le lancement des radios privées le 1er avril 1998, cinq stations portent la marque « Welle 1 ». Ce n'est pas une chaîne et en dehors de l'apparence commune de la marque, il n'y a aucune coopération en termes de contenu. Ces stations sont :
- 106,2 Welle 1 Music Radio dans le Salzburg (aujourd'hui WELLE 1 music radio)
- Welle alpin à Pinzgau, Pongau und Lungau (rachetée par KroneHit)
- 92,6 Welle 1 Music Radio Linz (aujourd'hui WELLE 1 music radio OÖ)
- 106.5 Welle 1 Stadtradio à Innsbruck (aujourd'hui Welle 1 - Tirols Hitgarantie)
- Welle 1 Oberland à Imst (aujourd'hui Welle 1 - Tirols Hitgarantie)
- Welle 1 Kärnten (Welle 1 music radio)

À l'automne 1998, Welle 1 Oberland devient Welle Oberland dans l'Oberland tyrolien, puis, après un intermède comme Radio Arabella Oberland (2001-2004), diffuse à nouveau sous le nom de Welle Oberland, en étroite association avec la station de radio du district de Reutte (Radio Express, plus tard Radio Arabella Ausserfern), également renommée Welle Ausserfern en 2004.
En décembre 2003, certaines fréquences du réseau Kronehit sont attribuées à Welle 1 Steyr et intégrées au programme de Salzbourg. Innsbrucker & Linzer Welle doivent rendre leurs licences de radiodiffusion à Kronehit et demander une nouvelle licence, c'est pourquoi elles diffusent maintenant sur une fréquence différente.
Welle Radios Tirol diffuse avec dix fréquences presque partout dans le Land du Tyrol, à l'exception des distritcts de Kitzbühel et de Lienz, depuis 2007. Welle 1 concerne les districts de Schwaz et de Kufstein.
En 2010, Welle Oberland décide d'avoir une programmation différente ciblée sur les jeunes.
Welle 1 Music Radio Salzburg diffuse dans et autour de Salzbourg sur 106,2 MHz. En mars 2008, Welle 1 perd les fréquences 102,6 et 107,5 de la Haute-Autriche, mais a bientôt la fréquence 91,8 MHz pour Linz et diffuse désormais sous le nom de Welle 1 Music Radio Linz. Le 6 mars 2009, la station récupère les fréquences 102,6 et 107,5.
Début septembre 2010, Welle 1 récupère l'ancienne fréquence d'Antenne Wels, 98,3 MHz.
En février 2013, Welle Salzburg GmbH & Co. KG est présente en Carinthie avec le programme Welle 1. Elle diffuse sur les anciennes fréquences de Radio Harmonie (Villach et environs : 99,7 MHz, région de Klagenfurt- Wörthersee: 95,2 MHz et Spittal an der Drau : 106,6 MHz). Une autre fréquence alimente en partie les districts de Sankt Veit an der Glan et Völkermarkt via l'émetteur de Brückl sur la fréquence 98,2 MHz.
En 2015, Welle 1 arrive à Vienne dans le cadre de l'opération de test du DAB. Cependant l'essai s'arrête au bout d'un an. La station reçoit l'approbation pour la fréquence 102,1 MHz à Vienne en mai 2017, mais n'émet pas immédiatement.

## Source, notes et références
- (de) Cet article est partiellement ou en totalité issu de l’article de Wikipédia en allemand intitulé « Welle 1 » (voir la liste des auteurs).